# Vol Southern Airways 242
Le 4 avril 1977, un Douglas DC-9 assurant le vol Southern Airways 242 exécute un atterrissage forcé sur une route à New Hope, en Géorgie (États-Unis), après avoir été endommagé par la grêle et être tombé en panne des deux moteurs lors d'un violent orage, faisant 72 morts (63 parmi les 85 personnes à bord de l'avion, dont les deux pilotes, et neuf au sol) et 22 survivants (dont les deux navigants commerciaux).

## Avion et équipage

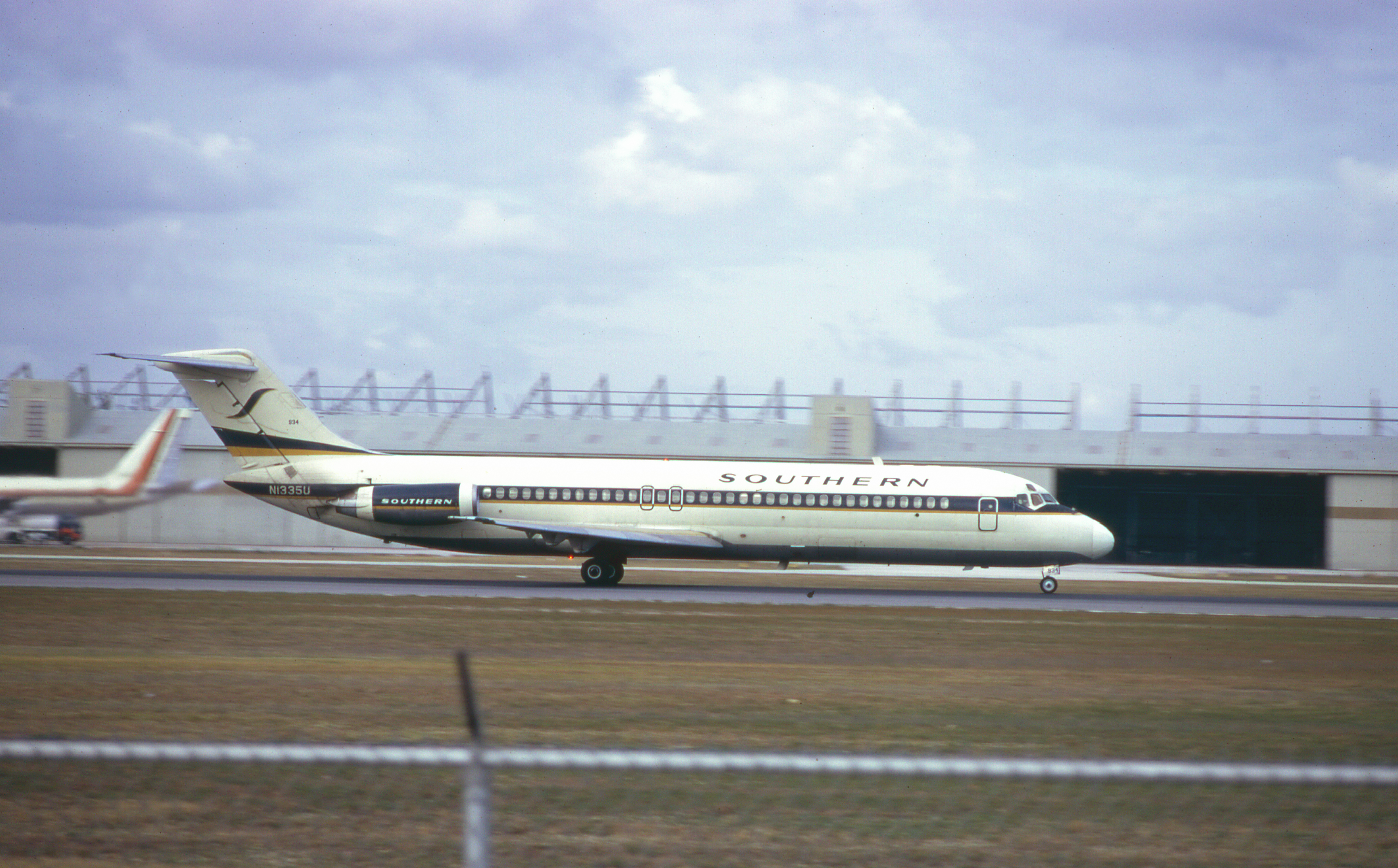
Le DC-9 impliqué dans l'accident, dans une livrée précédente, ici à l'aéroport international de Miami en décembre 1973.

Le Douglas DC-9-31 immatriculé N1335U de la compagnie américaine Southern Airways assurait la liaison entre l'aéroport du Nord-Ouest de l'Alabama (en) de Muscle Shoals (Alabama) et l'aéroport Hartsfield-Jackson d'Atlanta, capitale de la Géorgie. L'avion avait un peu plus de 6 ans et demi au moment de l'accident et il était loué à Southern Airways par McDonnell Douglas depuis juin 1971,.
L'équipage du poste de pilotage était composé du commandant de bord William W. (Bill) McKenzie, 54 ans, un pilote très expérimenté avec 19 380 heures de vol (dont 3 205 heures sur DC-9), et de l'officier pilote de ligne Lyman W. Keele Jr., 34 ans, qui comptait 3 878 heures de vol (dont 235 heures sur DC-9).

## Déroulement du vol
L'équipage a été informé de la présence d'orages encastrés et d'éventuelles tornades le long de son itinéraire avant son départ de Huntsville, mais il n'a pas été informé par la suite que les cellules avaient depuis formé une ligne de grains. Les pilotes avaient traversé cette même zone depuis Atlanta plus tôt dans la journée, ne rencontrant que de faibles turbulences et de faibles pluies. Entre-temps, le système météorologique s'était considérablement intensifié.
Le vol était autorisé à procéder par le contrôle de la circulation aérienne vers Rome, en Géorgie mais une analyse subséquente des échos au radar météorologique au sol a montré que sa trajectoire passait par le pic d'activité convective près de cette ville. L'équipage a tenté de trouver un chemin à travers les cellules à l'aide de son écran radar embarqué, mais il a apparemment été induit en erreur par l'effet d'atténuation des précipitations intenses. Il s'est ainsi dirigé vers ce qu'il croyait être une zone de faible intensité, alors qu'en fait c'était le cœur des orages.
Alors que l'avion descend de son altitude de croisière de 17 000 pieds (5 182 m) à 14 000 pieds (4 267 m) près du VOR de Rome, il entre dans une cellule orageuse et rencontre une quantité massive d'eau et de grêle,. La grêle était suffisamment intense pour fissurer largement le pare-brise de l'avion, et en raison de l'ingestion d'eau et de grêle, les deux moteurs Pratt & Whitney JT8D-7A ont été endommagés et ont subi une extinction,.
L'équipage a tenté en vain de redémarrer les moteurs, planant vers le sol tout en essayant simultanément de trouver un terrain d'atterrissage d'urgence à portée. Le contrôleur aérien a suggéré la base aérienne de Dobbins, à environ 32 kilomètres à l'est, comme site d'atterrissage possible, mais elle était hors de portée. L'aéroport de Cartersville (en), un terrain utilisé par l'aviation générale situé à environ 24 kilomètres au nord avec une piste beaucoup plus courte destinée aux avions légers, a été envisagé, mais il était derrière l'avion et de ce fait également hors de portée.
Avant que l'avion ne se tourne vers Dobbins, l'aéroport le plus proche était un autre terrain d'aviation générale, l'aéroport Cornelius Moore (maintenant aéroport de Polk County - Cornelius Moore Field), mais les contrôleurs aériens ne le connaissaient pas (l'aéroport se trouvait en dehors de leur zone de responsabilité), et ce choix n'a donc pas été envisagé.
Alors que l'avion manquait d'altitude et d'options, planant avec un pare-brise fissuré par les impacts de gros grêlons et sans moteur, l'équipage a établi un contact visuel avec le sol et repéré une longue section droite d'une route rurale sous eux. Ils ont exécuté un atterrissage forcé sans moteur sur cette route, mais après que l'avion s'est posé, il est entré en collision avec une station-service/dépanneur et d'autres bâtiments. Les deux pilotes et 61 passagers ont été tués par l'impact et les flammes mais 20 des passagers ont survécu, dont les deux PNC,,,,. Neuf personnes au sol ont également été tuées, dont une famille de sept personnes. Parmi les passagers tués figurait la chanteuse de rhythm and blues Annette Snell (en).

## Enquête

### Après l'accident

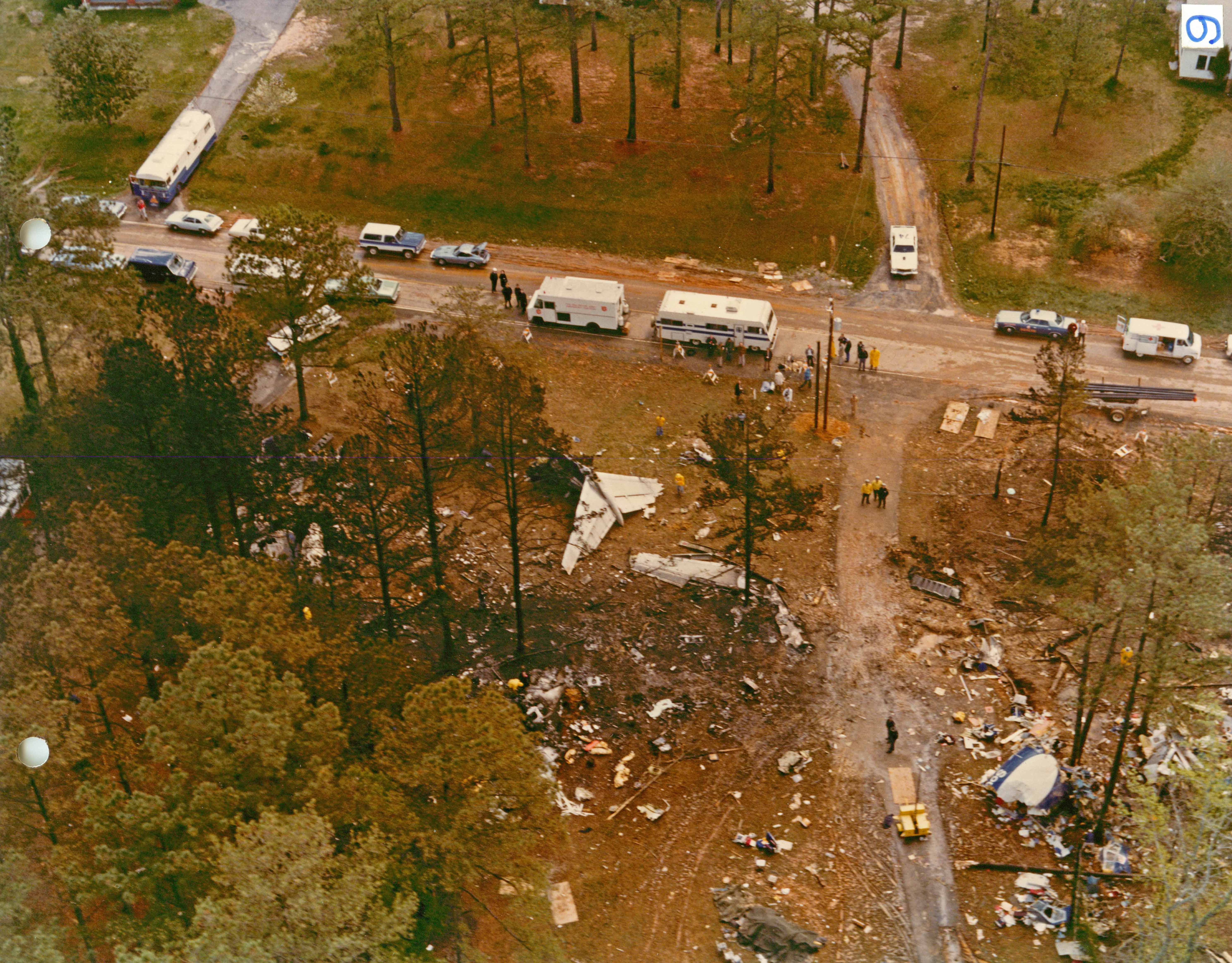
Une vue aérienne du champ de débris du vol 242 de Southern Airways.

Le DC-9 a été divisé en plusieurs gros morceaux; le cockpit s'est séparé presque intact et s'est immobilisé à l'envers. Les deux pilotes ont été éjectés, toujours attachés dans leur siège, et sont décédés des suites de leurs blessures. Les fenêtres du cockpit se sont séparées et étaient pour la plupart intactes à l'exception des deux qui avaient été frappées par la grêle. Le fuselage n'a été endommagé par le feu que derrière les ailes, mais la majeure partie de la section passagers jusqu'aux ailes avait été démolie par les forces d'impact.
Certains passagers ont été tués à l'impact, tandis que d'autres ont été éjectés du fuselage vivants mais blessés. Un certain nombre d'autres passagers ont succombé à l'inhalation de fumée, y compris certains qui n'ont pas pu s'échapper en raison de leurs blessures. L'agent de bord Catherine Cooper a survécu indemne. Elle s'est retrouvée suspendue à l'envers alors qu'elle était encore attachée à son siège, a débouclé la ceinture de sécurité et a sauté d'une ouverture dans le fuselage lorsque la porte principale de la cabine s'est avérée coincée et ne pouvait pas être ouverte. Ensuite, elle a couru vers une maison voisine pour trouver de l'aide et a découvert que certains des passagers étaient déjà là.
Pendant ce temps, l'agent de bord Sandy Purl Ward était assise à l'arrière de l'avion et a témoigné ensuite qu'il a « rebondi de haut en bas » plusieurs fois lors de l'impact et que l'incendie s'est propagé dans la cabine. Avec un mur de flammes bloquant le passage devant, elle s'est déplacée vers l'arrière et a essayé d'ouvrir la porte arrière de la cabine, mais elle était également bloquée. À ce moment-là, l'incendie s'était éteint et elle a pu sortir par le fuselage cassé. Elle a essayé d'aider les passagers à s'échapper jusqu'à ce qu'une explosion la force à se mettre à l'abri.

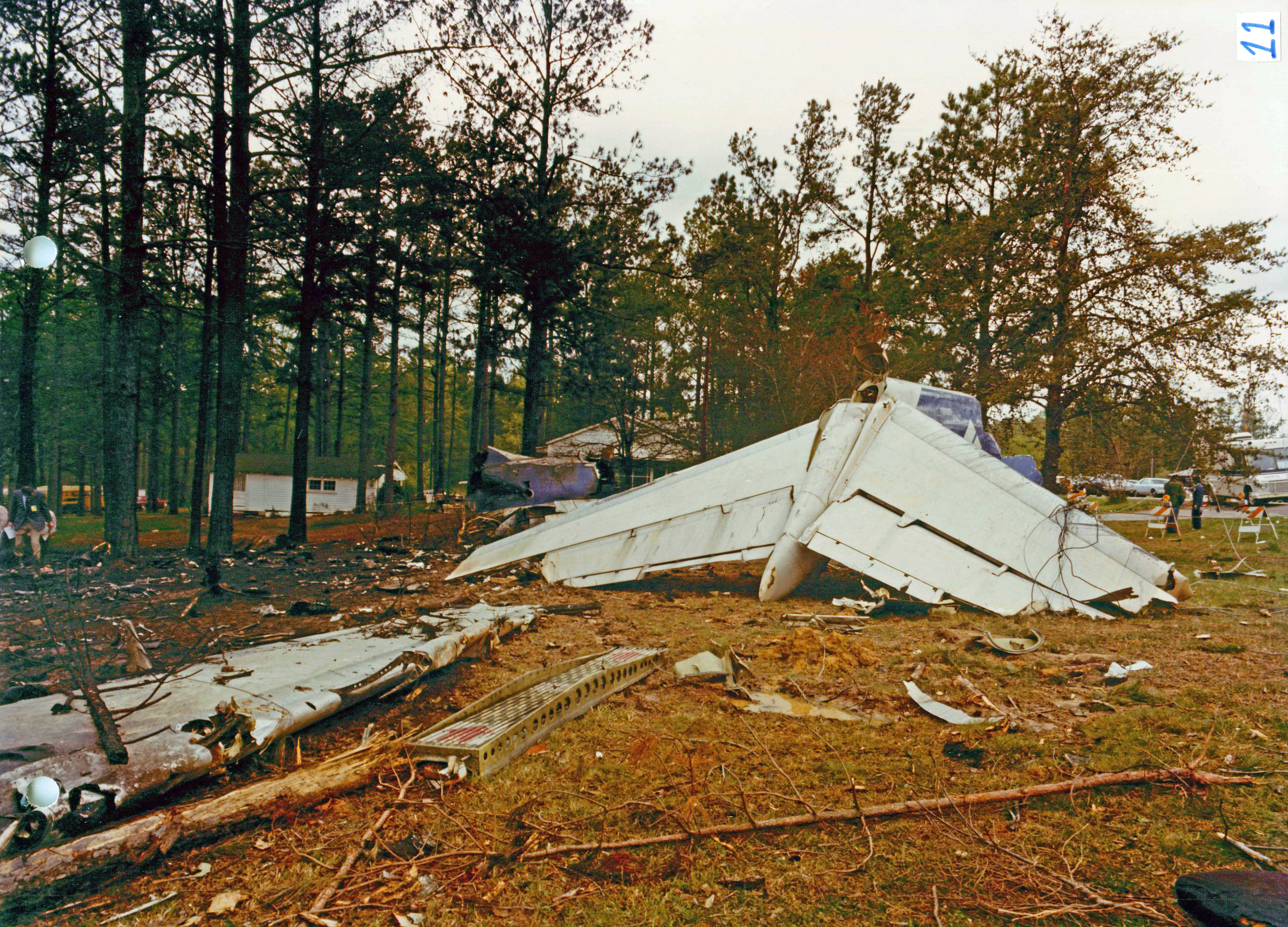
Les restes de la queue. L'aile droite séparée est au premier plan à gauche.

Conformément à la procédure d'urgence standard, les membres de l'équipage cabine ont retiré leurs chaussures et ont ordonné aux passagers de faire de même. Cette politique était due à la possibilité que les talons hauts endommagent les toboggans d'évacuation. En conséquence, un certain nombre de personnes ont subi des lacérations et des ecchymoses aux pieds qui ne se seraient probablement pas produites autrement, mais comme l'équipage ne connaissait pas les circonstances exactes de l'accident, il a simplement suivi les instructions d'urgence du manuel,. Le NTSB pense que les pilotes auraient dû informer le personnel de cabine et les passagers de se protéger avec des couvertures, des manteaux et des oreillers, et de ne pas retirer leurs chaussures.

### Causes de l'accident
Les données du CVR (enregistreur phonique du poste de pilotage) ont indiqué au moins deux interruptions de l'alimentation, l'une pendant 15 secondes et l'autre durant près de deux minutes après la perte totale de poussée des moteurs, le temps que l'équipage ait démarré l'APU (groupe auxiliaire de puissance). La meilleure chance pour un atterrissage (raisonnablement) sûr aurait été à la base aérienne de Dobbins à Marietta, en Géorgie, mais on ne sait pas pourquoi l'équipage ne l'a pas tenté en raison de l'absence de ces deux minutes d'enregistrement dans les données du CVR. En l'absence de données du CVR, le NTSB a conclu que les pilotes se sont probablement détournés de Dobbins en raison d'une combinaison de mauvaise visibilité et de perte de puissance électrique, forçant l'équipage à tourner l'avion afin de maintenir les conditions de vol à vue.
De plus, avant leur extinction définitive, les deux moteurs du DC-9 ont subi un phénomène de pompage, c'est-à-dire que les moteurs ne recevaient plus suffisamment d'air pour continuer à propulser l'avion, entraînant une différence de pression entre l'entrée et la sortie du compresseur. En cas de surpression, des vannes d'évacuations, situées entre les deux compresseurs du moteur, s'ouvrent automatiquement. Cependant, les enquêteurs pensent que ces vannes ont été bloquées par la grêle et que la pression n'a cessé de grimper dans les moteurs. À ce moment, les pilotes ont augmenté la puissance des moteurs pour reprendre de l'altitude, aggravant sérieusement le phénomène. Les ailettes et les aubes du compresseur se sont finalement brisées, arrêtant définitivement les deux moteurs de l'appareil,.

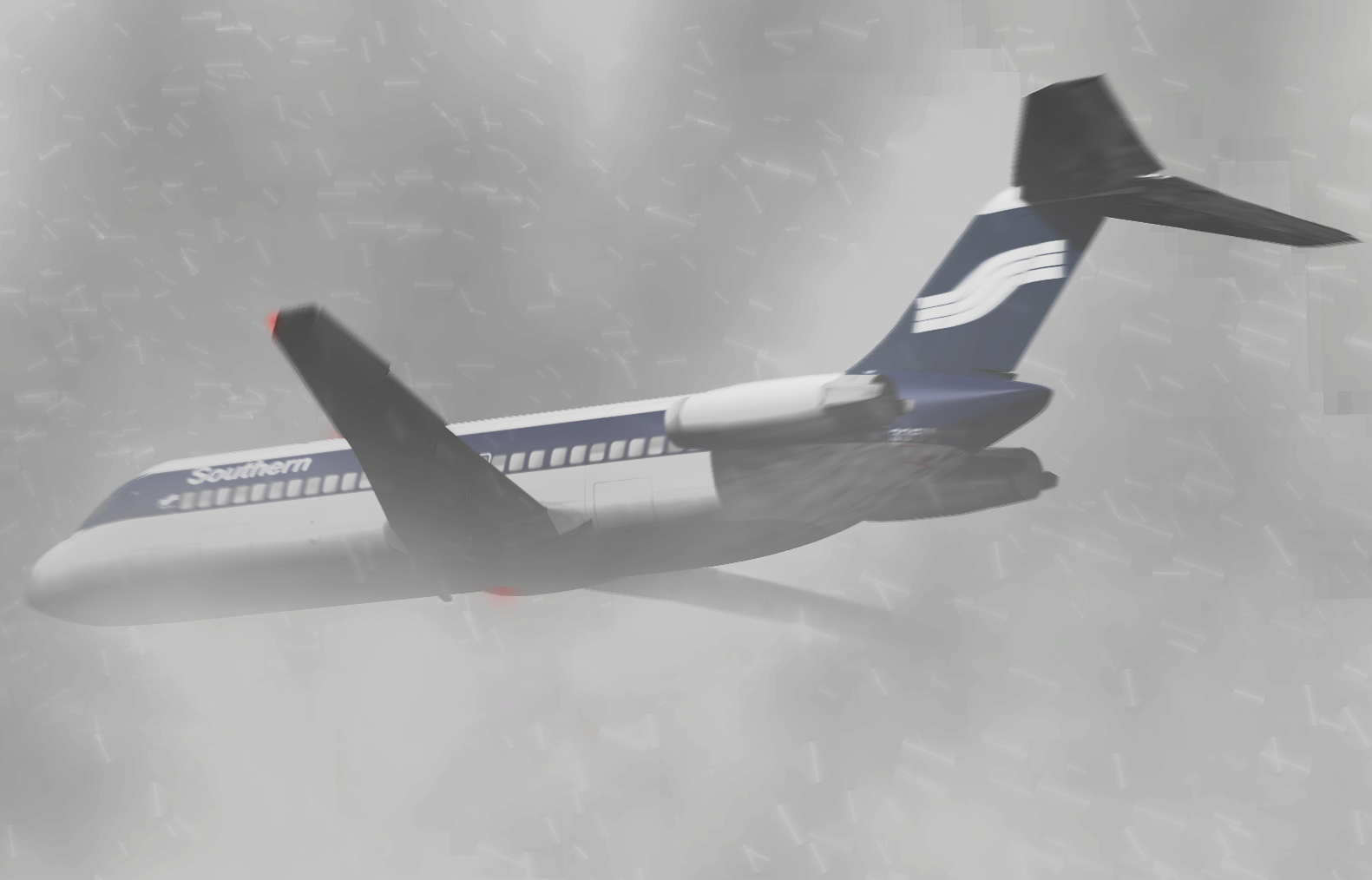
Représentation d'artiste du vol Southern 242 pris dans un violent orage de grêle.

Le Conseil national de la sécurité des transports américain (NTSB), qui a enquêté sur l'accident, a conclu à la cause probable suivante dans son rapport final :
« Le NTSB détermine que la cause probable de cet accident est la perte totale de poussée des deux moteurs alors que l'avion évoluait dans une zone d'orages violents. La perte de poussée a été causée par l'ingestion de quantités massives d'eau et de grêle qui, en combinaison avec l'augmentation de la puissance des moteurs par les pilotes, a provoqué un pompage des moteurs et des dommages importants aux compresseurs des moteurs. »
Le NTSB a également ajouté les facteurs contributifs suivants pour expliquer l'accident :
« L'incapacité du système de régulation de la compagnie à fournir à l'équipage des informations météorologiques à jour concernant la route de vol prévue de l'aéronef, la dépendance du commandant de bord à l'égard du radar météorologique embarqué pour la pénétration des zones orageuses et les limites du système de contrôle de la circulation aérienne de la FAA qui a empêché la diffusion en temps réel des informations météorologiques dangereuses à l'équipage. »
De plus, l'équipage n'avait aucune formation sur une situation impliquant une perte totale de poussée des moteurs et Southern Airways n'imposait pas une telle formation. La réglementation de la FAA n'exigeait pas une telle formation parce que la possibilité d'une panne complète de tous les moteurs d'un avion à réaction était jugée si faible qu'elle ne nécessitait pas de formation ou de procédures spéciales ; le NTSB n'a pas pu trouver d'instance enregistrée avant le vol 242 d'un avion à réaction commercial connaissant une telle urgence (bien que d'autres accidents importants impliquant la perte de tous les moteurs en vol se soient produits, notamment le vol Air Canada 143, le vol Scandinavian Airlines 751 et le vol US Airways 1549, mais bien après l'atterrissage sans moteur du vol 242 en 1977).

### Contestation sur la conclusion du rapport final
Seuls trois des quatre membres du conseil d'administration du NTSB ont signé le rapport final. Kay Bailey, qui a signé le rapport, a ajouté une déclaration supplémentaire qui réitérait les recommandations précédentes pour une meilleure diffusion de la météo en temps réel. Francis H. McAdams (en), l'un des quatre membres du conseil d'administration du NTSB, était en désaccord avec les autres membres sur la conclusion du rapport final. McAdams a donné son opinion alternative sur la cause probable de l'accident, qui met plus en avant l'erreur de l'équipage d'être rentré dans un violent orage :
« La cause probable de cet accident était la décision du commandant de bord de pénétrer plutôt que d'éviter une zone de temps violent, l'incapacité d'obtenir toutes les informations météorologiques disponibles malgré la connaissance de la gravité du complexe orageux et le recours au radar météorologique embarqué pour la pénétration plutôt que d'éviter le système. La pénétration a entraîné une perte totale de poussée des deux moteurs en raison de l'ingestion de quantités massives d'eau et de grêle qui, en combinaison avec l'augmentation de la puissance des moteurs par les pilotes, ont provoqué un pompage et des dommages importants aux compresseurs du moteur, ce qui a empêché l'équipage de les redémarrer. De plus, si le système de régulation de la compagnie avait fourni aux pilotes des informations météorologiques en temps opportun concernant l'itinéraire de vol prévu de l'avion, il est possible que le temps violent n'aurait pas été pénétré. »

### Bravoure des membres de l'équipage cabine
Les membres de l'équipage cabine à bord étaient Catherine Lemoine Cooper à titre de chef de cabine principal et Sandy Purl Ward, second membre de l'équipage cabine,.

Le NTSB a noté dans son rapport que malgré le fait que les pilotes n'aient pas communiqué avec l'équipage cabine pendant la séquence d'urgence, les agents de bord de leur propre initiative ont informé et préparé les passagers pour un atterrissage d'urgence alors que l'avion planait vers le sol. Juste avant le toucher des roues, sans préavis ni indication des pilotes que l'avion était sur le point de s'écraser, les agents de bord « ont vu des arbres » par les fenêtres et ont immédiatement crié aux passagers « attrapez vos chevilles ! », pour qu'ils se placent en position de sécurité. Les membres du personnel de la cabine ont également aidé à évacuer les passagers de l'avion en flammes après l'atterrissage en catastrophe. Le NTSB a conclu que :
« Les agents de bord ont agi de façon louable pour avoir initié un briefing d'urgence complet des passagers pour leur protection en vue d'un atterrissage forcé. Cela a contribué au nombre de survivants. »
Sandy Purl a écrit le livre Am I Alive? dans lequel elle raconte l'histoire de l'accident. Elle a pris sa retraite de Northwest Airlines en 1994.
8 recommandations de sécurité ont été émises par le NTSB à la suite de l'accident et de la publication du rapport final,.

## Lieu de l'accident et commémorations

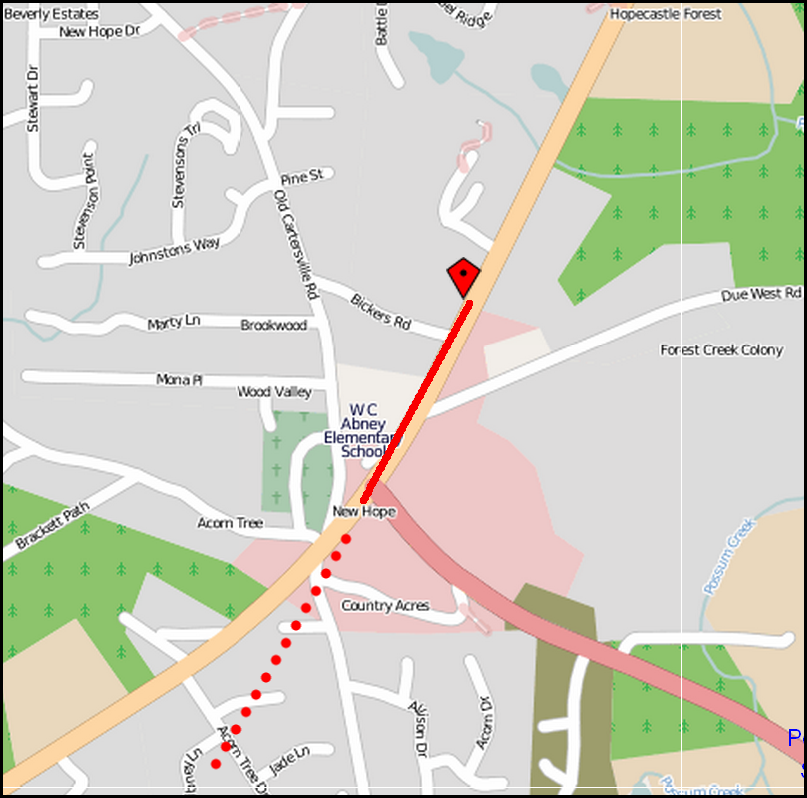
Approche approximative (ligne pointillée), toucher des roues et roulage (ligne continue) du vol Southern Airways 242.

Le NTSB a identifié le site de l'accident dans son rapport comme étant la « voie de raccordement de la route 92, coupant New Hope, Géorgie » de coordonnées géographiques : 33° 57′ 45″ N, 84° 47′ 13″ O. La section de route utilisée pour l'atterrissage forcé, anciennement appelée Georgia State Road 92 Spur (en), s'appelle désormais Dallas – Acworth Highway, Georgia State Route 381 (en).
La petite communauté géorgienne de New Hope (en), dans le comté de Paulding, accueille désormais un mémorial et des retrouvailles chaque année près du lieu de l'accident,,,. Le site est à 18 kilomètres de l'aéroport de Cartersville et à 25 kilomètres de la base aérienne de Dobbins. Le Cornelius Moore Field, entre Cedartown et Rockmart, était à environ 33 kilomètres derrière eux au moment de l'accident.
Les résidents locaux et les familles des victimes ont formé l'association à but non lucratif « New Hope Memorial Flight 242 Inc. » pour offrir « un service commémoratif annuel, des retrouvailles et un monument »,. New Hope Memorial a installé une plaque commémorative à l'angle sud-ouest du cimetière de New Hope, situé à environ 800 mètres au sud-ouest du lieu de l'accident,. Le texte de la plaque indique :
« 4 avril 1977, la pire catastrophe aérienne de l'histoire de la Géorgie. Le 4 avril 1977, un DC-9 de Southern Airways volant de Huntsville, Alabama à Atlanta a rencontré un violent orage au-dessus de Rome, Géorgie. La grêle et la pluie subies par l'avion ont été si violentes que les deux moteurs se sont éteints et l'avion a rapidement perdu de l'altitude. Les pilotes ont désespérément tenté d'atterrir sur la route GA 92 Spur, maintenant connue sous le nom de GA 381, qui traverse la communauté de New Hope. Le résultat a été la pire catastrophe aérienne de l'histoire de la Géorgie faisant 72 morts, dont 9 habitants de New Hope. Miraculeusement, 22 passagers ont survécu ».
En mars 2015, l'organisation a annoncé son intention de construire un mémorial permanent en l'honneur des victimes de l'accident,,. En mars 2019, le groupe a annoncé que des fonds suffisants avaient été collectés pour un plus grand mémorial. Le 4 avril 2021, le mémorial est inauguré à l'occasion du 44e anniversaire de la tragédie en présence de près de cent personnes, dont des survivants et des membres de leur famille.

## Médias
L'accident a fait l'objet d'un épisode dans la série télévisée Air Crash nommé « Tempête australe » (saison 5 - épisode 6).